# الحروب التونسية الجزائرية
الحروب التونسية الجزائرية هي عدة صراعات ونزاعات حدودية وقعت بين إيالة تونس وإيالة الجزائر.
في الواقع، إقامة هاتين الدولتين كانت على أنقاض إفريقية الحفصية بتونس. سعيا منها للتمدد إلى الشرق، ضمت إيالة الجزائر في القرن السادس عشر جهة قسنطينة إليها. مع ذلك، حافظت عدة قبائل قسنطينية على روابط مع تونس في القرن السادس عشر والقرن السابع عشر. من جهة أخرى، كان دايات الجزائر ذكريات حية من أسلافهم، بكلربكي الجزائر الذين بسطوا حكمهم على تونس في القرن السادس عشر طوال نصف قرن.
جرت عدة صراعات مختلفة في القرن السابع عشر، حيث فرض دايات الجزائر حكمهم على جهة قسنطينة، وفرضوا جزية على تونس:
- الحرب التونسية الجزائرية 1628.
- الحرب التونسية الجزائرية 1693.
- الحرب التونسية الجزائرية 1700.
- الحرب التونسية الجزائرية 1705.

الحروب المقامة في القرن الثامن عشر والقرن التاسع عشر انتهت بتوقيع معاهدة سلام في 1817، أين اعترف المتحاربان بتعادلهما. ألغت إيالة الجزائر الجزية المفروضة على تونس، وكلا الطرفين يتراجع عن أي مطالب بالأراضي:
- الحرب التونسية الجزائرية 1735.
- معركة الكاف (1745).
- الحرب التونسية الجزائرية 1756.
- الحرب التونسية الجزائرية 1807.

## ببليوغرافيا
- محفوظ كداش (1998). L'Algérie durant la période ottomane [الجزائر في العهد العثماني] (بالفرنسية). الجزائر العاصمة: ديوان المطبوعات الجامعية. ISBN:9789961000991. {{استشهاد بكتاب}}: تحقق من التاريخ في: |سنة= (help)
- الهادي سليم، عمار المحجوبي، خالد بلخوجة، عبد المجيد النابلي (2007). Histoire générale de la Tunisie, vol. III : Les temps modernes [التاريخ العام لتونس، المجلد الثالث، العصر الحديث] (بالفرنسية). تونس العاصمة: Sud Éditions. ISBN:9789973844217. {{استشهاد بكتاب}}: تحقق من التاريخ في: |سنة= (help)